# Autores.uy
autores.uy는 Biblioteca Nacional de Uruguay, Biblioteca del Poder Legislativo de Uruguay, 그리고 National Museum of Visual Arts of Uruguay의 지원 및 협업을 통해 크리에이티브 커먼즈 우루과이 지부가 창설하고 유지보수하는 저자 데이터베이스이다. 우루과이 교육문화부에 의해 문화적 관심이 표명되었다. 주 목적은 퍼블릭 도메인에 속해있는 우루과이 저자들의 저작권 지위에 관한 정보를 제공하고, 이러한 작품들을 디지털화하여 사회에 공헌하는 것이다.
2017년 12월 기준으로, 데이터베이스에 13,000개 이상의 인덱싱된 저자들을 보유하고 있다.